# ابر قهرمان (آلبوم ویکس)
ابر قهرمان آهنگی‌است که توسط گروه ویکس ضبط شده‌است. این آهنگ به عنوان سینگل در تاریخ ۲۴ می ۲۰۱۲ توسط کمپانی جلی‌فیش منتشر شد. این آلبوم به منزلهٔ شروع به کار ویکس می‌باشد که توسط کیگِن آهنگسازی شده. هم‌چنین رپر گروه، راوی هم در نوشتن و ساختن آهنگ نقش داشته‌است.
موزیک ویدیوی این آهنگ به کارگردانی هونگ وون‌کی از زنی‌بروز ساخته شده‌است.

## آهنگسازی
آهنگ شروع به کار ویکس، ابر قهرمان توسط کیگِن و گیتاریست برنت پاسکه ساخته و توسط درو رایان اسکات تولید شده‌است.

## پروموشن
پروموشن این آهنگ از تاریخ ۲۴ می شروع و اجراهای پایانی آن‌ها از تاریخ ۱ ژوئیه تا ۱۳ ژوئیه بود.

## موزیک ویدیو
موزیک ویدیوی این آهنگ توسط هونگ وون‌کی از زنی‌بروز کارگردانی شده‌است.

## لیست آهنگ‌ها
※ آهنگ پررنگ شده، آهنگ اصلی آلبوم می‌باشد.
| شماره      | نام                   | سراینده                | آهنگساز                                  | مدت   |
| ---------- | --------------------- | ---------------------- | ---------------------------------------- | ----- |
| ۱.         | «ابر قهرمان»          | کیگِن، راوی (رپ)        | کیگِن، برنت پاسکه، جیمی ریچارد درو        | ۰۳:۳۰ |
| ۲.         | «استارلایت»           | جونگ هه‌یونگ، راوی (رپ) | آندریاس اوبرگ، اریک لیدبوم و جونا نیلسون | ۰۳:۴۱ |
| ۳.         | «ابر قهرمان» (بی‌کلام) |                        | کیگِن، برنت پاسکه، جیمی ریچارد درو        | ۰۳:۳۰ |
| مجموع مدت: | مجموع مدت:            | مجموع مدت:             | مجموع مدت:                               | ۱۰:۴۱ |

## اعتبارات و اعضا
- ویکس - خواننده
  - چا هاک‌یون (ان) - خواننده، خواننده پس زمینه
  - جونگ تک‌وون (لئو) - خوانندهٔ اصلی، خواننده پس زمینه
  - لی جه‌هوان (کن) - خوانندهٔ اصلی، خواننده پس زمینه
  - کیم وون‌شیک (راوی) - رپ، ترانه‌سرایی
  - لی هونگ‌بین - خواننده
  - هان سانگ‌هیوک (هیوک) - خواننده

- کیگِن - نوشتن ترانه، تولیدکننده
- برنت پاسکه - تولید کننده
- جیمی ریچارد درو - تولید کننده

## نمودار عملکرد
| نمودار                                  | وضعیت در نمودار |
| --------------------------------------- | --------------- |
| کره جنوبی (جدول تک‌آهنگ‌های گائون)        | ۱۱۲             |
| کره جنوبی (جدول ماهانۀ تک‌آهنگ‌های گائون) | ۱۸۵             |

## تاریخ انتشار
| منطقه         | تاریخ      | فرمت                  | کمپانی        |
| ------------- | ---------- | --------------------- | ------------- |
| کره جنوبی     | ۲۴ می ۲۰۱۲ | سی دی، دانلود دیجیتال | جلی‌فیش ، سی‌جِی |
| در سراسر جهان | ۲۴ می ۲۰۱۲ | دانلود دیجیتال        | جلی‌فیش        |